# Liederschiedt
Liederschiedt [lidəʁʃit] est une commune française située dans le département de la Moselle, en Lorraine et en région Grand Est.
Le village fait partie du pays de Bitche, du parc naturel régional des Vosges du Nord et du bassin de vie de la Moselle-Est.
En 2022, la population légale est de 117 habitants, appelés les Liederschiedois et surnommés plaisamment les Liederschiedter Fleheseck (« sacs pleins de puces de Liederschiedt ») en dialecte.

## Géographie

### Localisation
Situé à la frontière franco-allemande, dans la zone forestière trouée par les clairières de défrichement, le village présente une curieuse morphologie avec son axe principal barré aux extrémités par deux rues transversales.

### Géologie et relief
La commune se compose de 32,74 hectares de territoires artificialisés (5,44 %), 257,22 hectares de territoires agricoles (42,73 %) et 312,51 hectares de forêts et milieux semi-naturels (51,91 %).
Espaces naturels :
- Cinq espaces protégés hors Natura 2000 :

Vallée de la Schwartzbach,
Vallée de la Schwartzbach  - parcelle en maitrise d'usage,
Vosges Du Nord. Réserve de Biosphère, zone tampon,
Vosges Du Nord. Réserve de Biosphère, zone de transition,
Vosges Du Nord. Parc naturel régional.
- Trois zones naturelles d'intérêt écologique, faunistique et floristique (Znieff) :

Forêts spontanées des Vosges du Nord,
Rivière La Horn de Walscbronn à Bousseviller,
Vallée de la Schwartzbach de Bousseviller à Haspelschiedt.
S'avançant dans la forêt, le plateau déboisé tardivement porte sur son rebord le village, surplombant de plus de cent-cinquante mètres la vallée du Grunnelsbach. Les versants escarpés sont occupés à l'ouest et au nord par des prairies ponctuées de bosquets, tandis que ceux exposés à l'est et au sud portent des vergers. Dominant la masse des maisons couvertes de tuiles plates, l'église Saint-Wendelin dresse sa haute silhouette coiffée d'ardoise.
Système d’information pour la gestion des eaux souterraines du bassin Rhin-Meuse : Carte géologique

### Sismicité
Commune située dans une zone de sismicité faible.

### Hydrographie et les eaux souterraines
La commune est située dans le bassin versant du Rhin au sein du bassin Rhin-Meuse. Elle est drainée par la Horn, le ruisseau le Schwartzenbach, le ruisseau de Schweix, le ruisseau le Grunnelsbach et le ruisseau Schlangenbach.
La Horn, d'une longueur totale de 27,6 km, prend sa source dans la commune de Bitche, traverse huit communes française, puis pousuit son cours dans le Land de Rhénanie-Palatinat en Allemagne où il conflue avec le Schwarzbach.
Le Schwartzenbach, d'une longueur totale de 11,7 km, prend sa source dans la commune de Haspelschiedt et se jette dans la Horn en limite de Bousseviller et de Liederschiedt, après avoir traversé quatre communes.

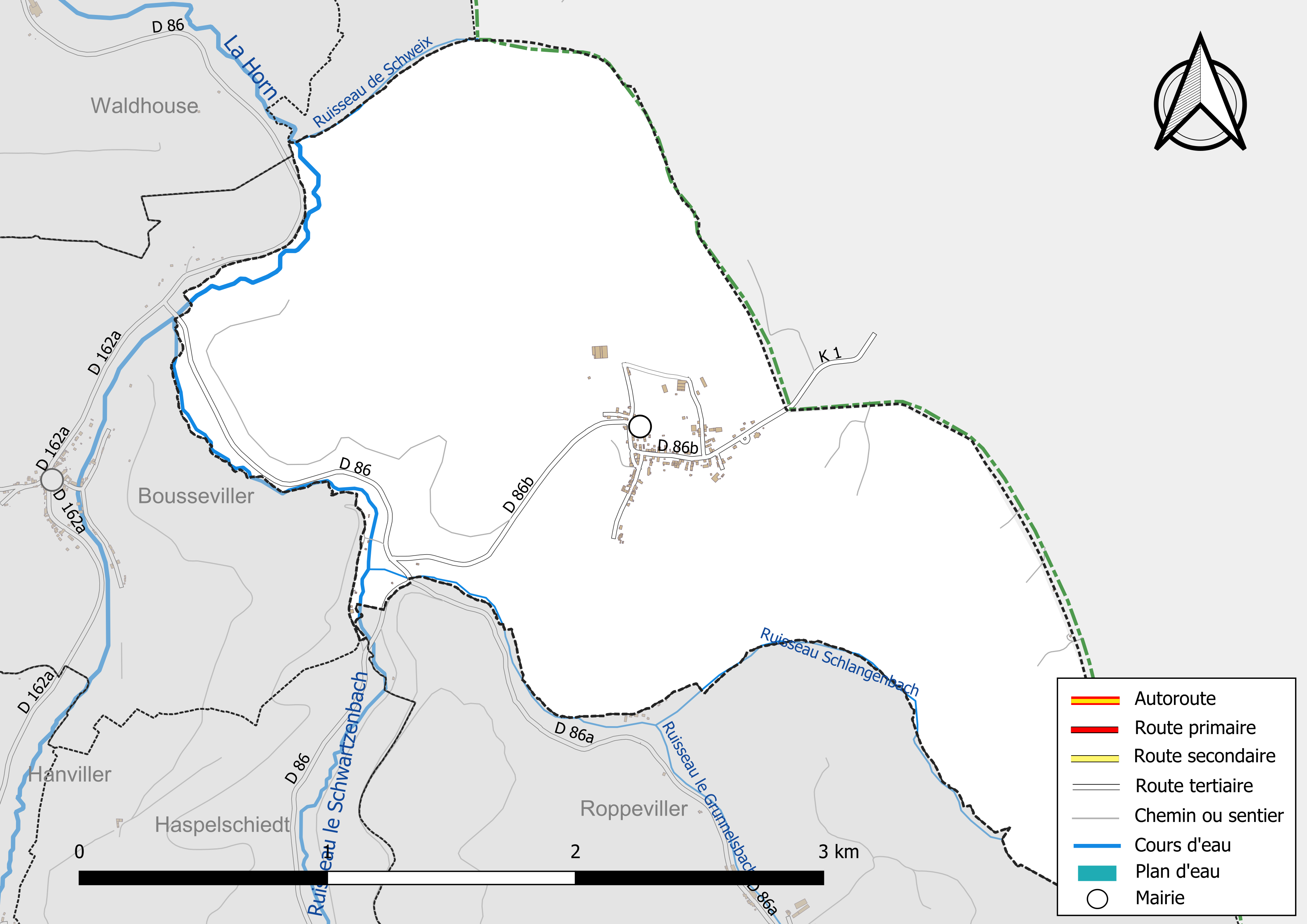
Réseaux hydrographique et routier de Liederschiedt.

La qualité des eaux des principaux cours d’eau de la commune, notamment de la Horn et du ruisseau le Schwartzenbach, peut être consultée sur un site spécial géré par les agences de l’eau et l’Agence française pour la biodiversité.

### Climat
Pour des articles plus généraux, voir Climat du Grand Est et Climat de la Moselle.
En 2010, le climat de la commune est de type climat des marges montargnardes, selon une étude du Centre national de la recherche scientifique s'appuyant sur une série de données couvrant la période 1971-2000. En 2020, Météo-France publie une typologie des climats de la France métropolitaine dans laquelle la commune est exposée à un climat semi-continental et est dans la région climatique  Vosges, caractérisée par une pluviométrie très élevée (1 500 à 2 000 mm/an) en toutes saisons et un hiver rude (moins de 1 °C). 
Pour la période 1971-2000, la température annuelle moyenne est de 9,1 °C, avec une amplitude thermique annuelle de 16,9 °C. Le cumul annuel moyen de précipitations est de 1 011 mm, avec 11,5 jours de précipitations en janvier et 10,2 jours en juillet. Pour la période 1991-2020, la température moyenne annuelle observée sur la station météorologique de Météo-France la plus proche, « Volmunster », sur la commune de Volmunster à 10 km à vol d'oiseau, est de 10,2 °C et le cumul annuel moyen de précipitations est de 760,1 mm. 
La température maximale relevée sur cette station est de 37,6 °C, atteinte le 25 juillet 2019 ; la température minimale est de −18,6 °C, atteinte le 24 décembre 2001,,. 
Les paramètres climatiques de la commune ont été estimés pour le milieu du siècle (2041-2070) selon différents scénarios d'émission de gaz à effet de serre à partir des nouvelles projections climatiques de référence DRIAS-2020. Ils sont consultables sur un site spécial publié par Météo-France en novembre 2022.

## Urbanisme

### Typologie
Au 1er janvier 2024, Liederschiedt est catégorisée commune rurale à habitat dispersé, selon la nouvelle grille communale de densité à sept niveaux définie par l'Insee en 2022.
Elle est située hors unité urbaine. Par ailleurs la commune fait partie de l'aire d'attraction de Bitche, dont elle est une commune de la couronne,. Cette aire, qui regroupe 10 communes, est catégorisée dans les aires de moins de 50 000 habitants,.

### Occupation des sols
L'occupation des sols de la commune, telle qu'elle ressort de la base de données européenne d’occupation biophysique des sols Corine Land Cover (CLC), est marquée par l'importance des forêts et milieux semi-naturels (51,5 % en 2018), une proportion sensiblement équivalente à celle de 1990 (52,1 %). La répartition détaillée en 2018 est la suivante : 
forêts (51,5 %), prairies (24,7 %), terres arables (18,3 %), zones urbanisées (5,5 %). L'évolution de l’occupation des sols de la commune et de ses infrastructures peut être observée sur les différentes représentations cartographiques du territoire : la carte de Cassini (XVIIIe siècle), la carte d'état-major (1820-1866) et les cartes ou photos aériennes de l'IGN pour la période actuelle (1950 à aujourd'hui).

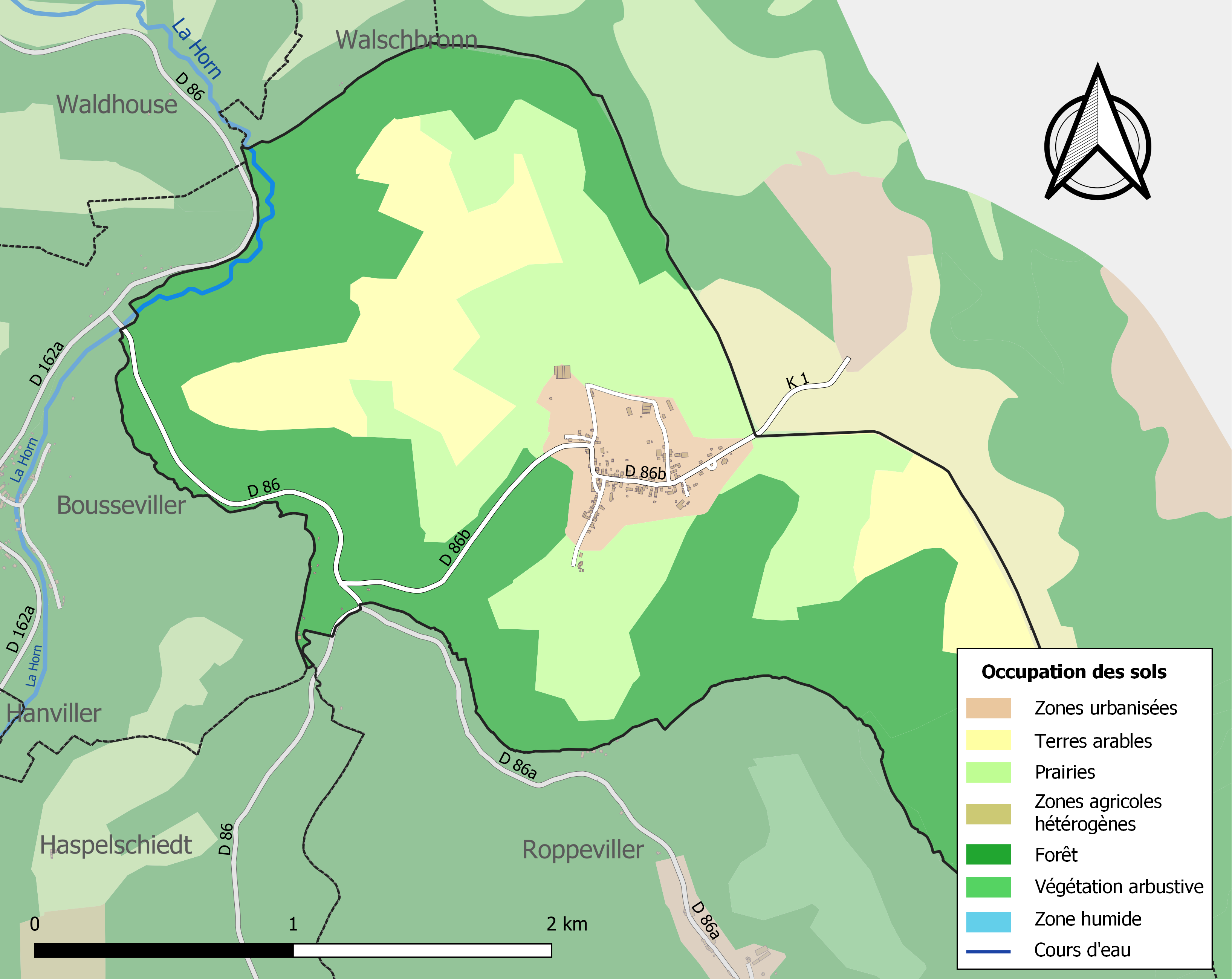
Carte des infrastructures et de l'occupation des sols de la commune en 2018 (CLC).

## Toponymie
- Liederschiedt : Lüdenscheit (1313), Lüdenschidt (1594), Liderischeidt (1681), Liderschitt (XVIIe siècle), Luttenscheid/Liderscheit/Linscheid (1756), Liderschidt (carte Cassini), Liederscheidt[26], Liederschille (1793). Liderschid en francique lorrain[27].
- Remschwiller : Rimeswilre (1273), Remschweiller (1755), Remerswiller (1756), Ramsweiller (1779), Remschweiler[28].

### Sobriquet
Die Liederschiedter Fleheseck (les sacs pleins de puces de Liederschiedt).

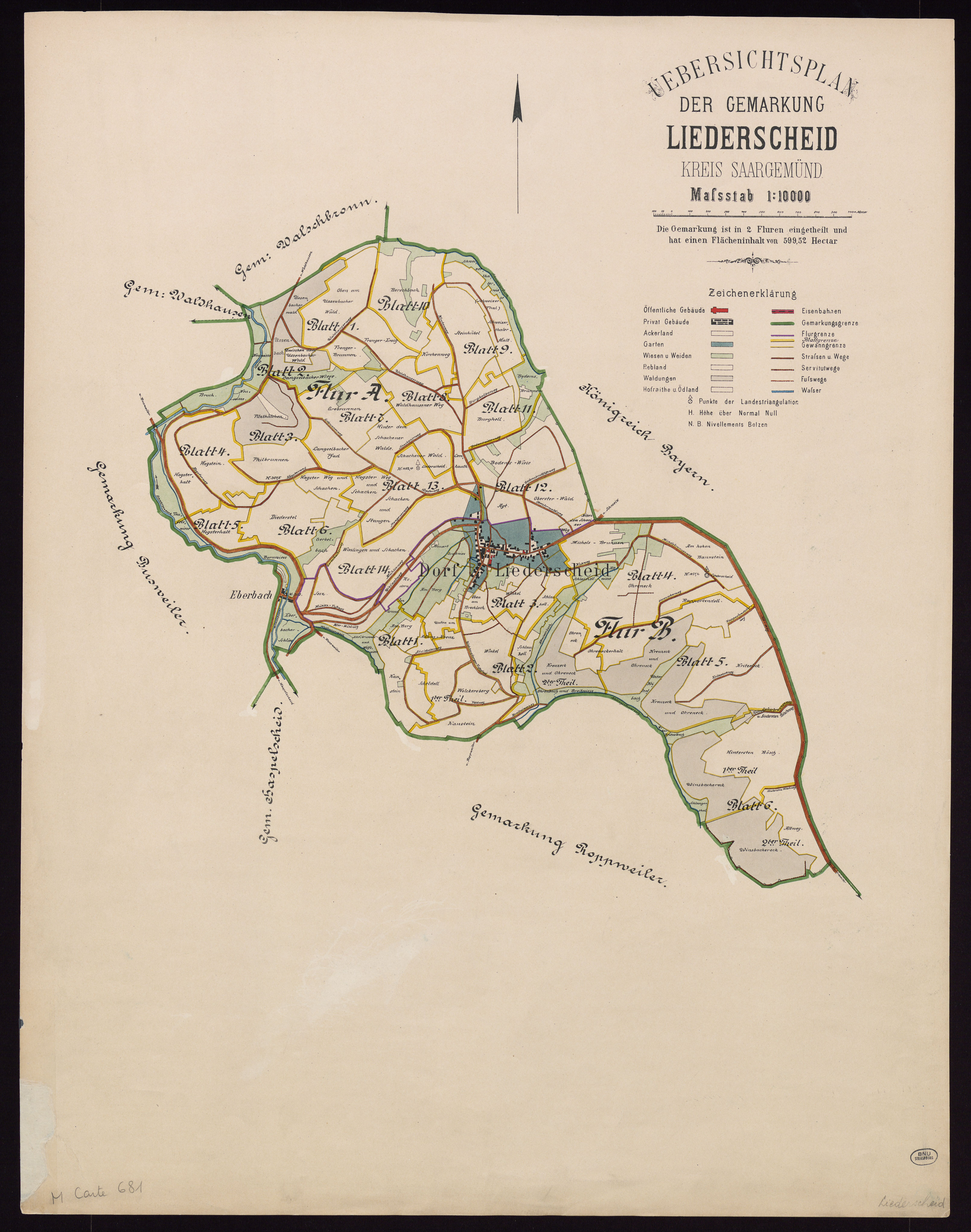
Carte de Liederschiedt datant de 1886.

## Histoire
Le village est mentionné pour la première fois en 1313 dans une charte de l'abbaye de Sturzelbronn qui en a alors le patronage, sous la forme Ludenscheidt, du nom d'homme germanique Leudo et du vieil allemand Scheide, la forêt. Quant au lieu-dit Remschviller (ou Remschweiler), il fait allusion à un ancien village mentionné en 1473 et disparu au XVIIe siècle, ancienne propriété de l’abbaye de Hornbach en 1273.
Du point de vue spirituel, le village est une succursale de Walschbronn, devenue paroisse de l'archiprêtré de Hornbach en 1770, est passée dans celui de Bitche en 1802. Administrativement, le village fait partie de l'éphémère canton de Breidenbach de 1790 à 1802, passe ensuite dans celui de Volmunster avant d'être définitivement rattaché au canton de Bitche en 1834.

## Politique et administration
| Période                                  | Période   | Identité            | Étiquette | Qualité                             |
| ---------------------------------------- | --------- | ------------------- | --------- | ----------------------------------- |
| Les données manquantes sont à compléter. |           |                     |           |                                     |
| mars 1989                                | mars 1995 | Jean-Marie Lhussier |           |                                     |
| mars 1995                                | ?         | Joseph Schaefer     |           |                                     |
| mai 2020                                 | En cours  | Etienne Megel       |           | Ouvrier qualifié de type industriel |

### Budget et fiscalité 2023

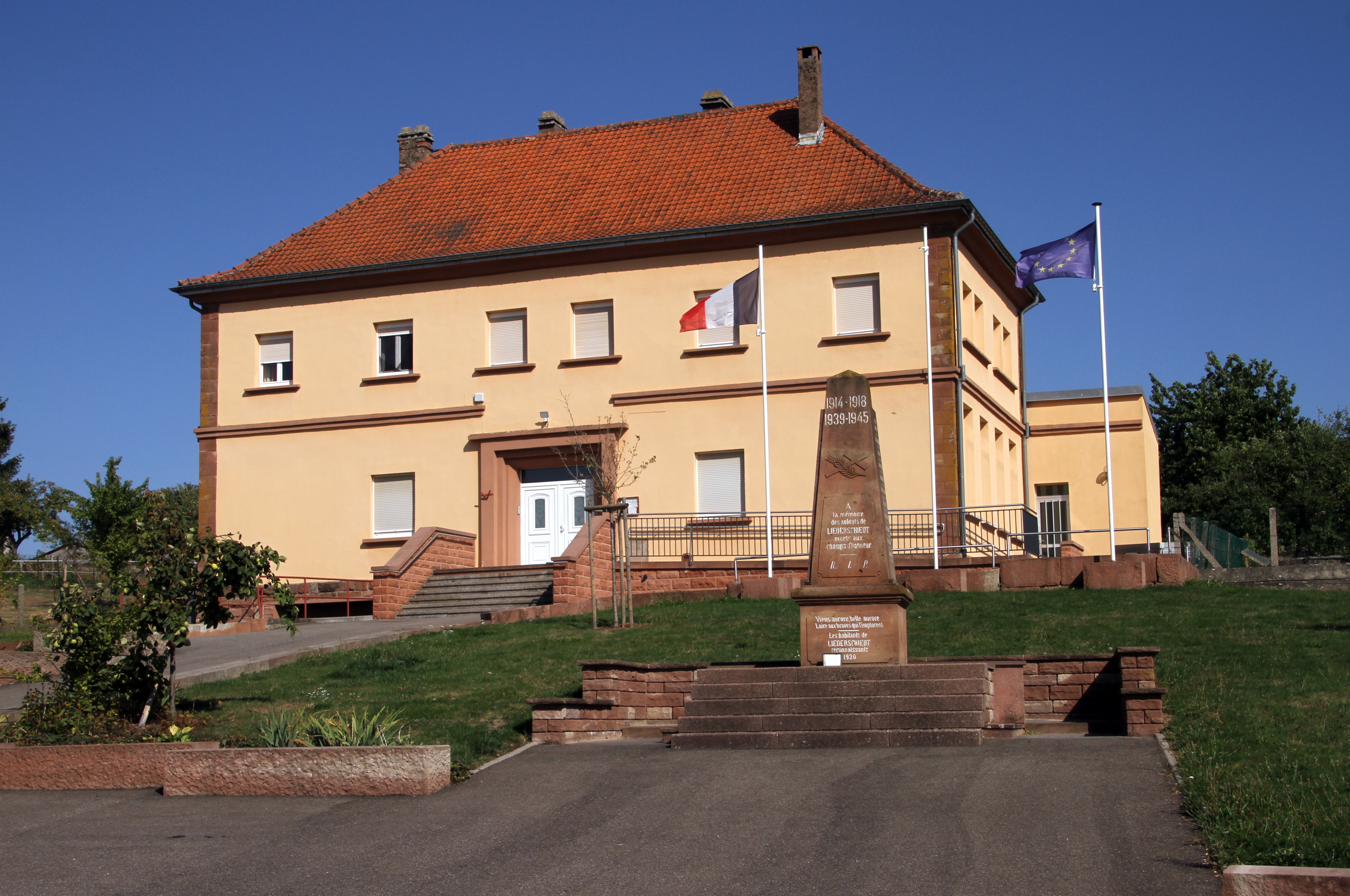
Mairie et monument aux morts.

En 2023, le budget de la commune était constitué ainsi :
- total des produits de fonctionnement : 121 000 €, soit 1 005 € par habitant ;
- total des charges de fonctionnement : 92 000 €, soit 762 € par habitant ;
- total des ressources d'investissement : 54 000 €, soit 447 € par habitant ;
- total des emplois d'investissement : 46 000 €, soit 380 € par habitant ;
- endettement : 93 000 €, soit 776 € par habitant.

Avec les taux de fiscalité suivants :
- taxe d'habitation : 11,27 % ;
- taxe foncière sur les propriétés bâties : 27,29 % ;
- taxe foncière sur les propriétés non bâties : 43,86 % ;
- taxe additionnelle à la taxe foncière sur les propriétés non bâties : 0,00 % ;
- cotisation foncière des entreprises : 0,00 %.

Chiffres clés Revenus et pauvreté des ménages en 2021 : médiane en 2021 du revenu disponible, par unité de consommation.

## Population et société

### Démographie

#### Évolution démographique
L'évolution du nombre d'habitants est connue à travers les recensements de la population effectués dans la commune depuis 1793. Pour les communes de moins de 10 000 habitants, une enquête de recensement portant sur toute la population est réalisée tous les cinq ans, les populations de référence des années intermédiaires étant quant à elles estimées par interpolation ou extrapolation. Pour la commune, le premier recensement exhaustif entrant dans le cadre du nouveau dispositif a été réalisé en 2006.

En 2022, la commune comptait 117 habitants, en évolution de −6,4 % par rapport à 2016 (Moselle : +0,52 %, France hors Mayotte : +2,11 %).
| 1793 | 1800 | 1806 | 1821 | 1836 | 1841 | 1861 | 1866 | 1871 |
| ---- | ---- | ---- | ---- | ---- | ---- | ---- | ---- | ---- |
| 388  | 411  | 464  | 521  | 641  | 489  | 587  | 582  | 519  |

| 1875 | 1880 | 1885 | 1890 | 1895 | 1900 | 1905 | 1910 | 1921 |
| ---- | ---- | ---- | ---- | ---- | ---- | ---- | ---- | ---- |
| 503  | 481  | 452  | 398  | 396  | 425  | 420  | 415  | 394  |

| 1926 | 1931 | 1936 | 1946 | 1954 | 1962 | 1968 | 1975 | 1982 |
| ---- | ---- | ---- | ---- | ---- | ---- | ---- | ---- | ---- |
| 381  | 360  | 355  | 10   | 182  | 170  | 165  | 143  | 138  |

| 1990 | 1999 | 2006 | 2011 | 2016 | 2021 | 2022 | - | - |
| ---- | ---- | ---- | ---- | ---- | ---- | ---- | - | - |
| 130  | 132  | 128  | 136  | 125  | 118  | 117  | - | - |

La population a considérablement diminué en dépit de la proximité de l'Allemagne, passant de 459 habitants en 1817 à 650 en 1852, pour chuter à 138 au recensement de 1982. La situation enclavée du village, placé à l'écart des axes de circulation, explique cet état de fait qui se retrouve dans la commune voisine de Roppeviller.

### Enseignement
La commune accueille sur son sol une école maternelle franco-allemande, ayant la particularité de réunir sous un même toit un Kindergarten allemand et une école maternelle française et accueillant des enfants de la commune et des communes avoisinantes de France et d'Allemagne. Elle est le résultat de la coopération entre les communes de Schweix et Hilst en Allemagne, et Liederschiedt, Haspelschiedt und Roppeviller en France.

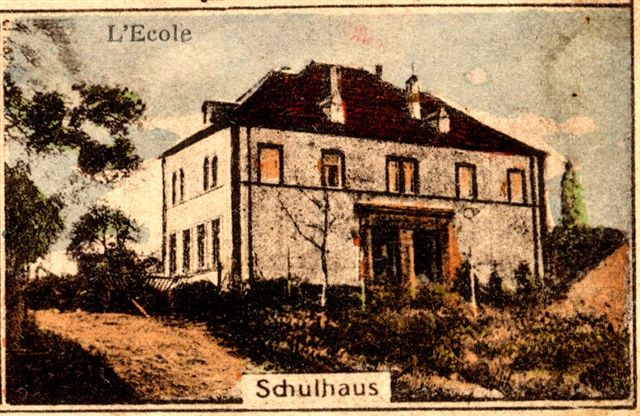
L'école en 1931
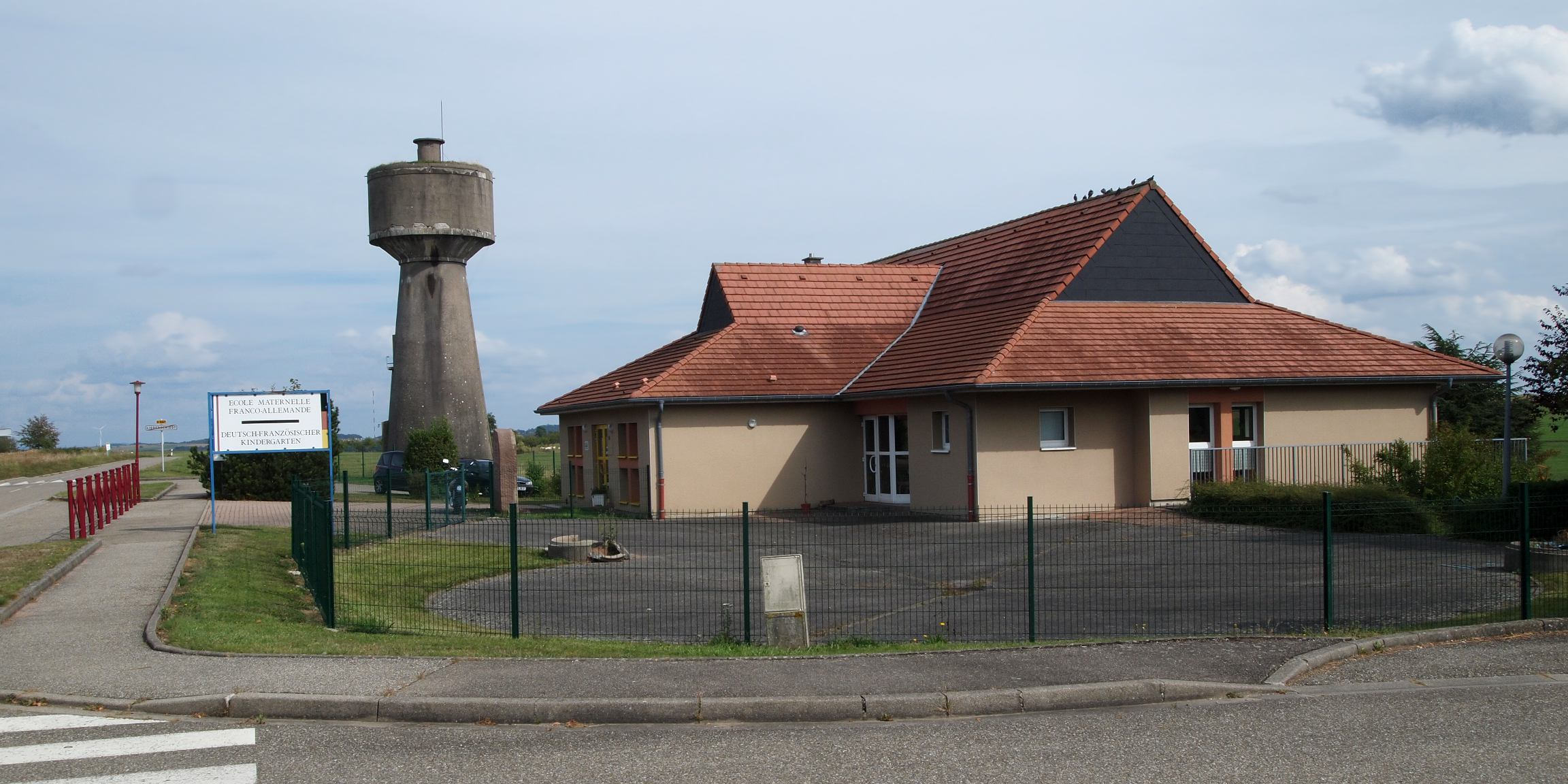
L'école maternelle / Kindergaten franco-allemande de Liederschiedt en septembre 2015[39].

Autres établissements d'enseignements :
- Écoles primaires à Waldhouse, Haspelschiedt, Schorbach, Bitche,
- Collèges à Bitche, Lemberg, Rohrbach-lès-Bitche, Niederbronn-les-Bains,
- Lycées à Bitche, Éguelshardt.

### Santé
Professionnels et établissements de santé :
- Médecins à Walschbronn, Bitche, Volmunster, Lemberg, Petit-Réderching, Enchenberg, Goetzenbruck, Rohrbach-lès-Bitche, Montbronn,
- Pharmacies à Bitche, Volmunster, Lemberg, Goetzenbruck, Rohrbach-lès-Bitche, Montbronn, Niederbronn-les-Bains,
- Hôpitaux à Bitche, Niederbronn-les-Bains, Ingwiller, Lobsann.

### Cultes
- Culte catholique, Communauté de paroisses "Les Prairies de la Zorn"[42], Diocèse de Metz.

## Économie

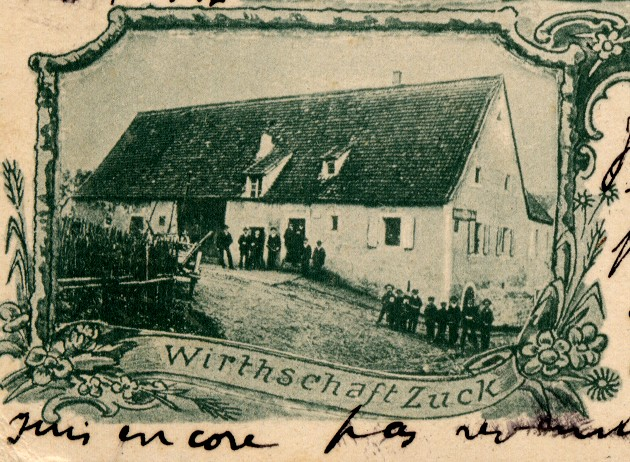
Café Zuck en 1901.

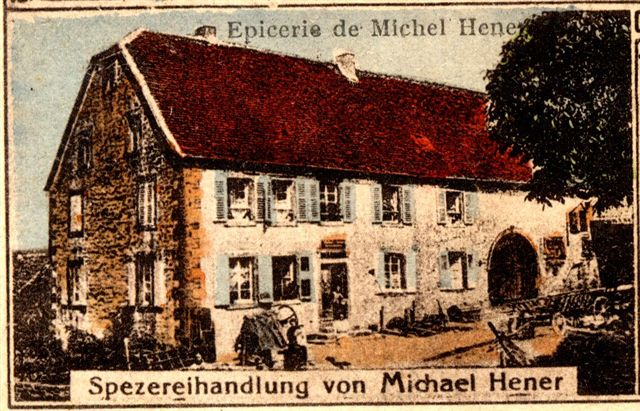
L'épicerie Hener en 1913.

### Entreprises et commerces

#### Agriculture
- Élevage de vaches laitières.
- Élevage d'ovins et de caprins.
- Culture et élevage associés.

#### Tourisme
- Hébergements et restauration à Bousseviller, Schorbach, Bitche, Hottviller.

#### Commerces
- Commerces et services de proximité[43] à Bitche, Soucht.

## Culture locale et patrimoine

### Lieux et monuments

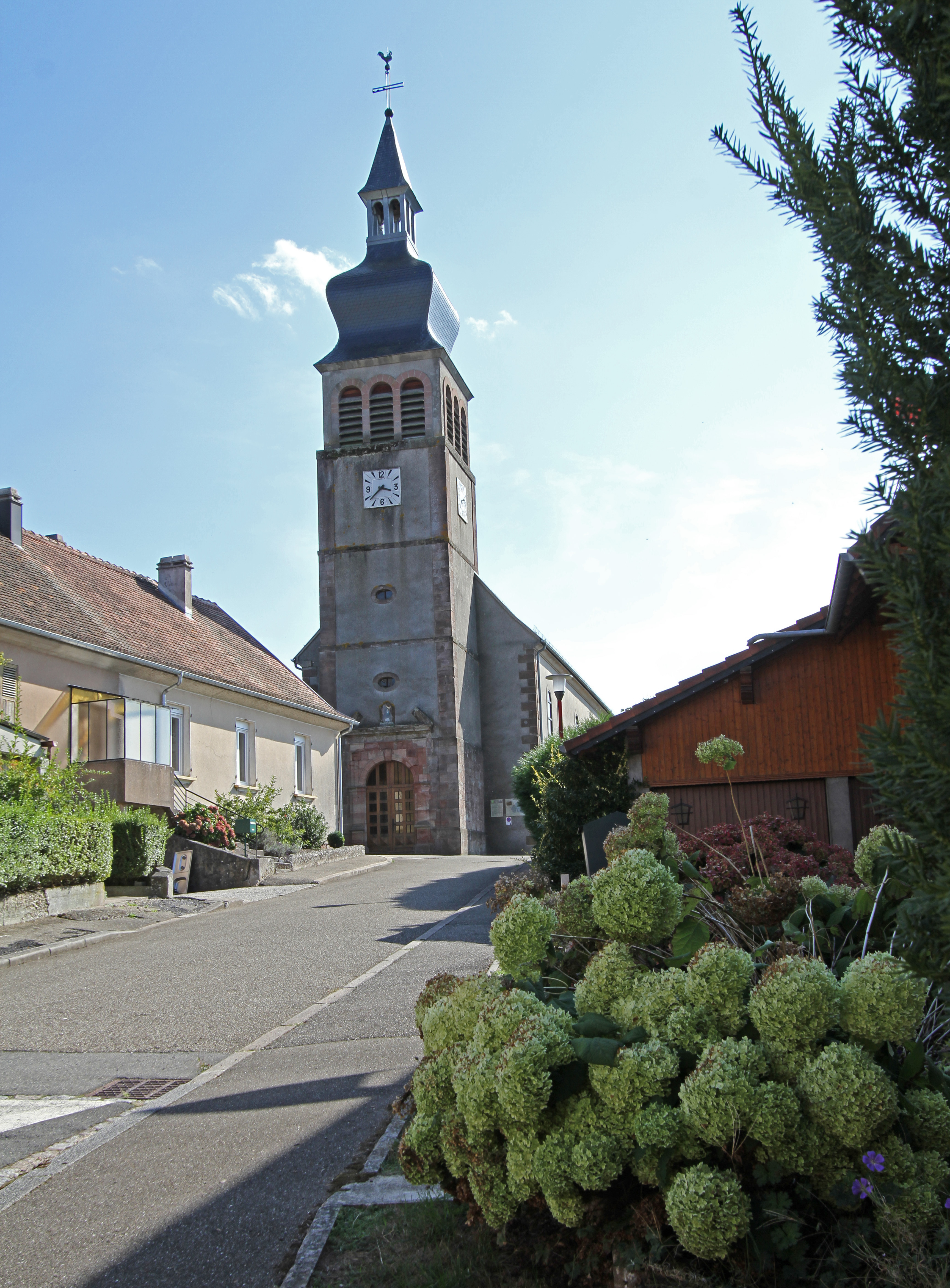
Église Saint-Wendelin.
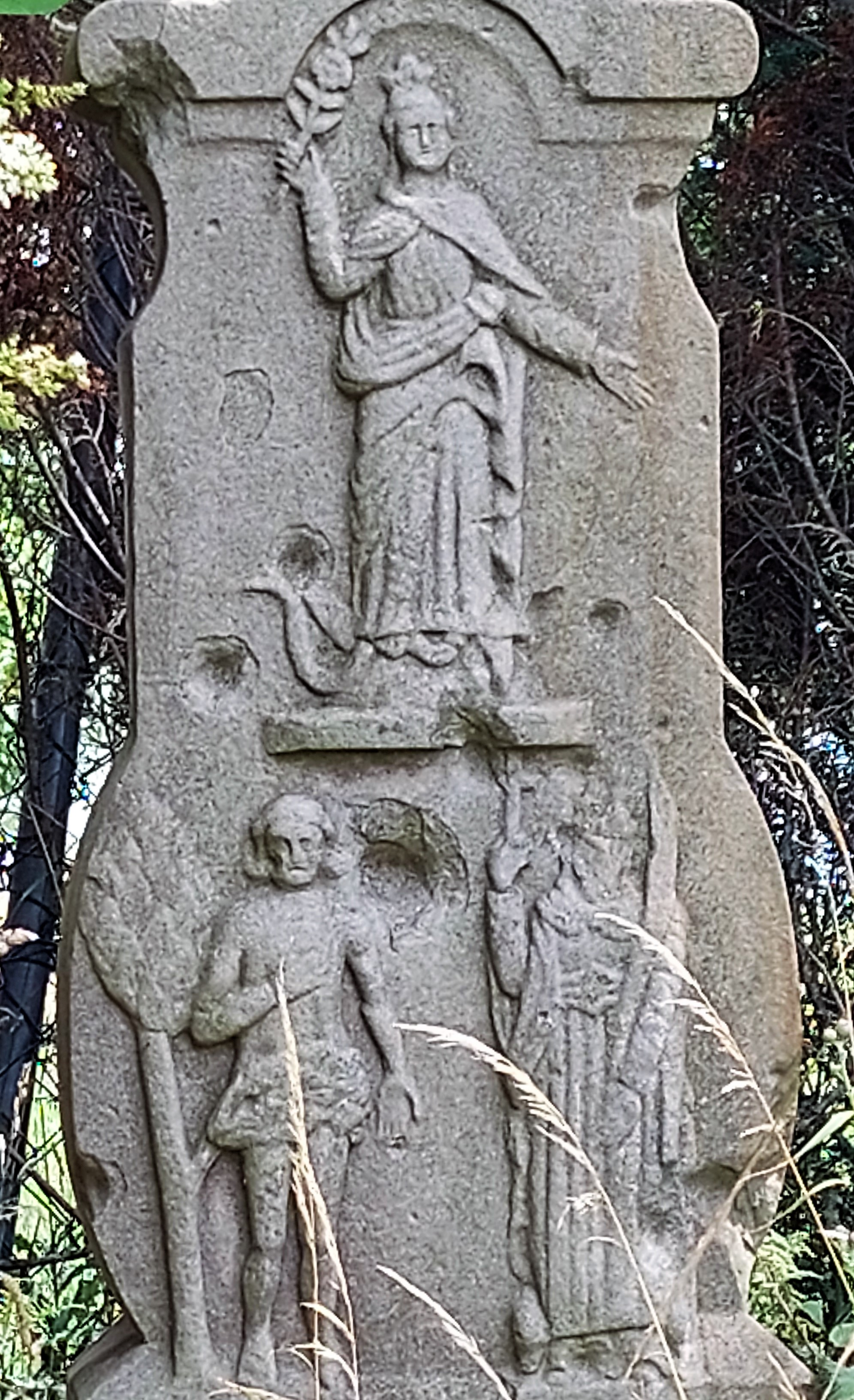
Calvaire.
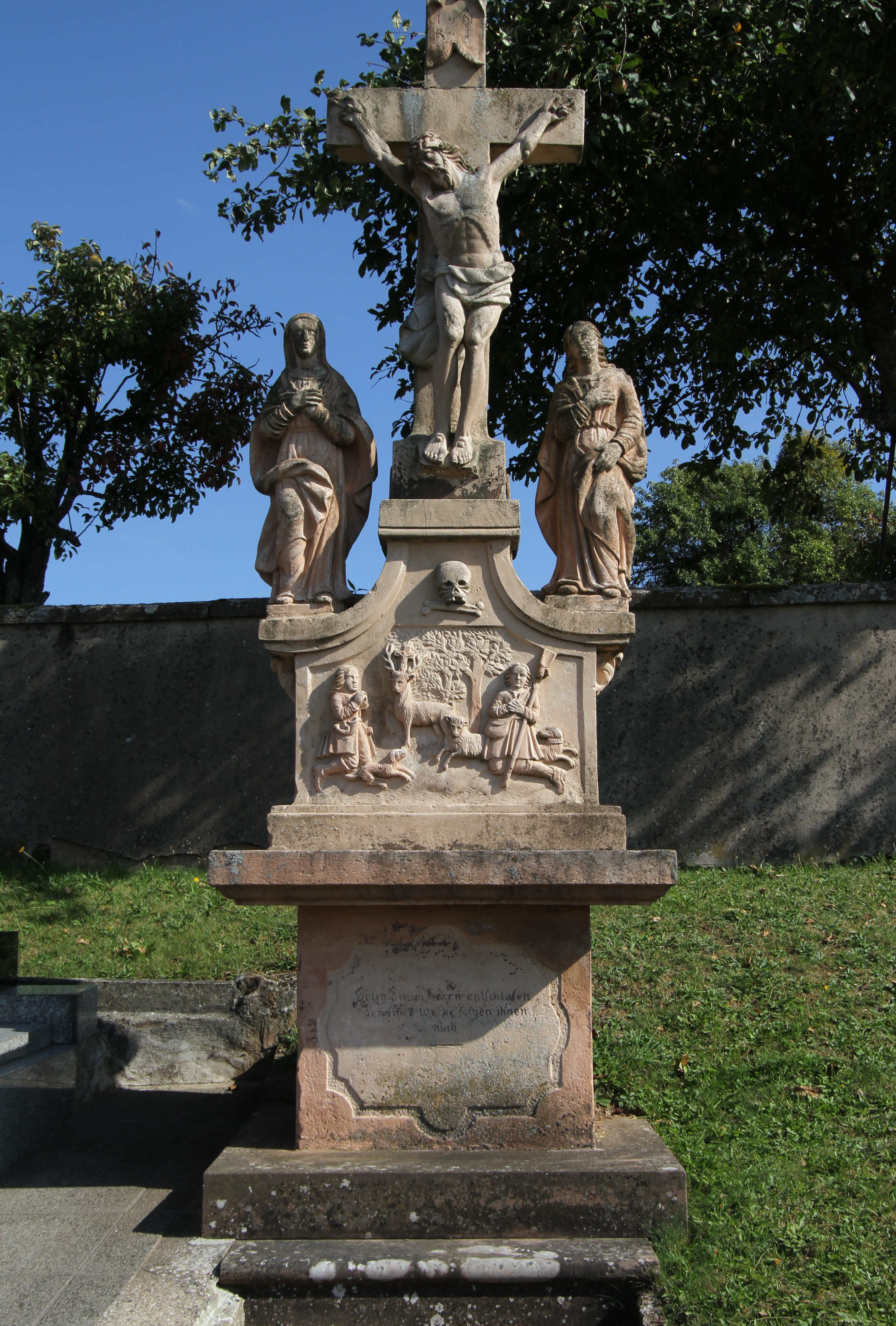
Croix de cimetière.
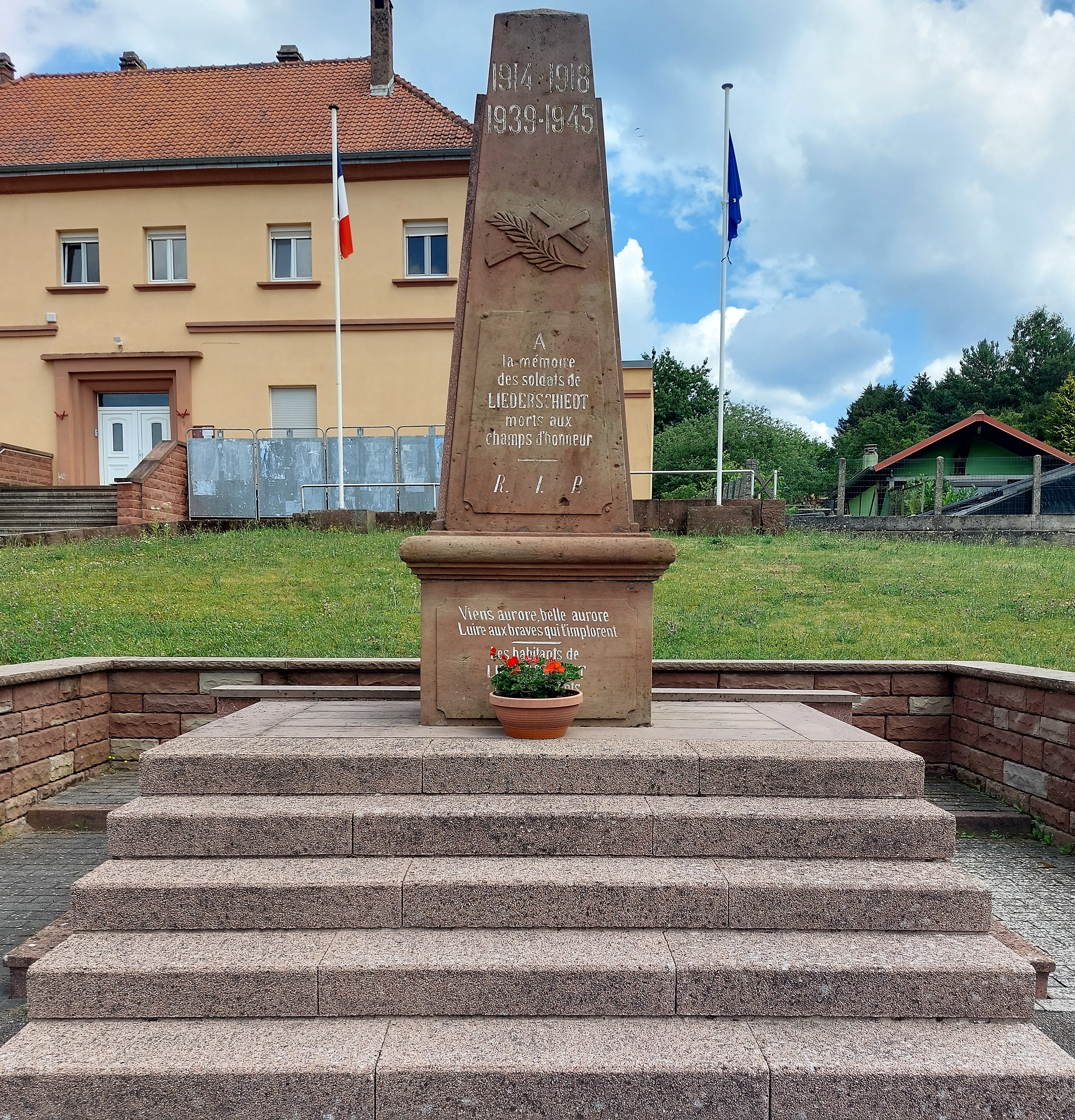
Monument aux morts.

- L'église Saint-Wendelin[44] :

Le mobilier de l'église paroissiale Saint-Wendelin :
* L'orgue Willy Meurer de 1964 qui a remplacé celui de Rinckenbach pillé par l'Occupant durant le second conflit mondial.
* 8 verrières figurées.
* Autel, retable (maître-autel).
* Chaire à prêcher.
- Croix de chemin[51],[52],[53],[54].
- Calvaire[55].
- Croix monumentales[56],[57].
- Monument aux morts[58] : Conflits commémorés : Guerres 1914-1918 - 1939-1945.
- Grotte de Lourdes[59],[60].

### Personnalités liées à la commune
- Wendelin (saint catholique)

### Héraldique
| Blason | Blasonnement : de sinople au mouton d'argent accompagné en chef d'une fleur de lys d'or, à la bordure du même. Commentaires : Le mouton et la fleur de lys sont les emblèmes de saint Wendelin, patron de la paroisse. La bordure est empruntée aux armes du comté de Bitche. |